# Convertidor de par

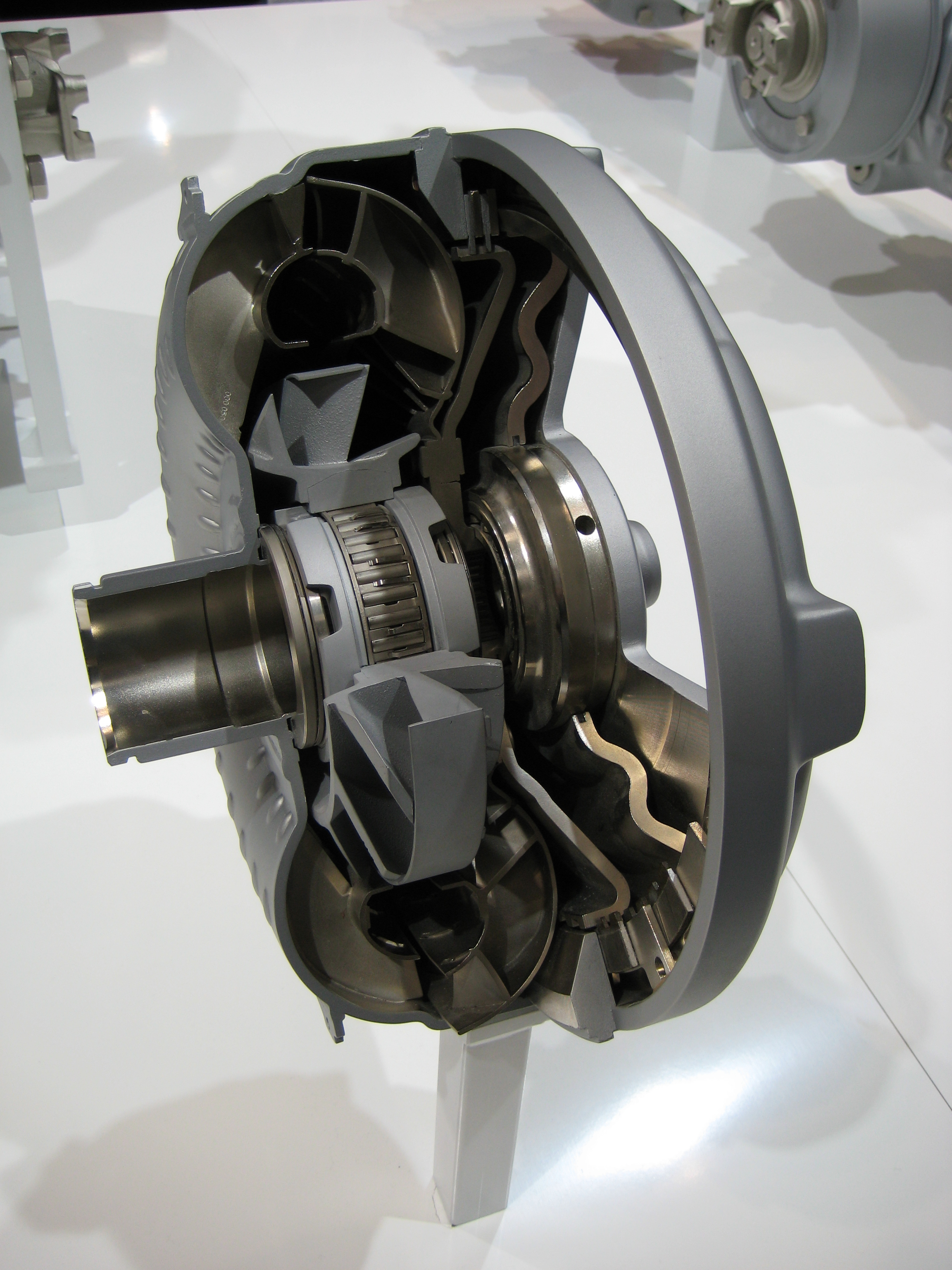
ZF Corte de un convertidor de par

El convertidor de par hidrodinámico es una transmisión hidrodinámica adicional al cambio automático.
Constituye el elemento de entrada del cambio automático. El principio del convertidor de par lo aplicó por primera vez Hermann Föttinger en el año 1905, en la construcción naval. Por esa razón, el convertidor de par se designa a menudo como convertidor Föttinger}

## Partes de un convertidor de par
- Rodete de bomba: es, al mismo tiempo, la caja del convertidor de par.
- Rodete de turbina: impulsa el eje de turbina y, con ello, el cambio.
- Estátor o reactor: unida por un piñón libre con la caja del cambio, solo puede girar en el mismo sentido que los rodetes de bomba y turbina.

El rodete de la bomba gira solidario con el motor. Por acción de la fuerza centrífuga, el aceite es impulsado hacia fuera entre los álabes del rodete de la bomba. El fluido es conducido al rodete de turbina donde su energía cinética la absorben las paletas, las cuales hacen girar el rodete de la turbina.
Lo que diferencia un convertidor de par de un embrague hidrodinámico, es la presencia del estátor, este redirige el fluido del aceite para que no frene al impulsor y ayuda a que se genere el torbellino tórico hasta que el impulsor y la turbina toman la misma velocidad y el pistón de lock-up los ayuda juntarse y formar una sola pieza. de allí el estátor solo hace presencia en el sistema.

### Funcionamiento del estátor
Cuando el fluido retorna de la turbina hacia la bomba se encuentra con los álabes del estátor, cuya disposición intenta impulsar el estátor en sentido inverso que la turbina. Como el estátor no puede girar en ese sentido ya que se frena con el eje conmutador de entrada y salida de motor y transmisión, esa fuerza se suma a la provocada por la bomba, incrementando el par transmitido por el convertidor.

## Curvas de transmisión de par
En la fase de conversión, el convertidor de par transforma la reducción del número de revoluciones en un aumento del par motor. En el momento de arrancar el vehículo, al principio solo gira el rodete de la bomba (impulsor). La turbina todavía está parada. La diferencia de número de revoluciones - designada como resbalamiento - es del 100 %. En la medida en que el aceite cede energía cinética al rodete de turbina, disminuye el resbalamiento. El número de revoluciones de la bomba se aproxima al de la turbina. El resbalamiento del convertidor representa el criterio necesario de funcionamiento en la conversión del par motor.
En caso de un resbalamiento elevado, el aumento del par motor es máximo, es decir, en caso de una gran diferencia de número de revoluciones entre los rodetes de la bomba y de la turbina, la rueda directriz desvía la corriente de aceite. Por tanto, en la fase de conversión, la rueda directriz actúa haciendo aumentar el par motor. Al hacerlo, se apoya en la caja del cambio mediante un piñón libre. En caso de un resbalamiento bajo, por tanto, si los rodetes de la bomba y de la turbina giran aproximadamente al mismo número de revoluciones, la rueda directriz ya no actúa para aumentar el par motor. En tal caso, gracias al piñón libre, ella gira en el mismo sentido que los rodetes de la bomba y de la turbina.

## Embrague de anulación del convertidor de par
Cuando se alcanza la fase de embrague, es decir, cuando la relación del par motor es 1:1, el convertidor trabaja con pérdidas relativamente elevadas. El rendimiento es, por regla general, de un 85 %; en motores de gran potencia y números de revoluciones elevados, incluso llega a ser de un 97 %. Pero para la transmisión de fuerza siempre se necesita de un dos y a un tres por ciento de resbalamiento, pues de lo contrario pararía la corriente de aceite. Sin embargo, las pérdidas en la transmisión de fuerza siempre repercuten en el funcionamiento económico del vehículo. Por esa razón, los cambios automáticos modernos van provistos de un embrague de anulación del convertidor de par, el cual anula según se requiera el convertidor y lo pone fuera de servicio.
El embrague de anulación del convertidor de par está incorporado a la caja del convertidor de par. Lleva montado un forro de fricción de forma anular y está unido al rodete de turbina. Es presionado por presión de aceite contra la caja del convertidor mediante la cual tiene lugar la entrada de par motor. De este modo se dispone de una propulsión rígida, exenta de resbalamiento igual que un embrague normal de fricción seca, el embrague de anulación del convertidor de par lleva montado un amortiguador de torsión para reducir las vibraciones por torsión del motor. La unidad de control del cambio automático determina cuándo se abre o se cierra el embrague de anulación del convertidor de par. En vehículos con cambio automático, con un embrague de anulación del convertidor de par se puede reducir en la práctica el consumo de combustible en un 2 a un 8 %, según la característica del vehículo y del cambio.